# Порт-Огаста (аэропорт)
Аэропо́рт Порт-Ога́ста (англ. Port Augusta) — небольшой региональный аэропорт, расположенный в городе Порт-Огаста, Южная Австралия.